# Turkmenistán en los Juegos Olímpicos de Atenas 2004
Turkmenistán estuvo representado en los Juegos Olímpicos de Atenas 2004 por nueve deportistas, seis hombres y tres mujeres, que compitieron en seis deportes.
El portador de la bandera en la ceremonia de apertura fue el boxeador Shohrat Kurbanov. El equipo olímpico turcomano no obtuvo ninguna medalla en estos Juegos.